# Парламентские выборы в Германии (1920)
Первые парламентские выборы в Веймарской Республике прошли 6 июня 1920 года. По итогам выборов, сформированная веймарская коалиция потеряла своё большинство, вызванная радикализацией населения и отдания предпочтения электората в пользу НСДПГ.

## Предвыборная кампания
Изначально, выборы предполагалось провести значительно позже ввиду суматохи и неразберихи с избирательными округам, так как из-за изменения границ Германии после Первой Мировой Войны, ибо всё ещё не было окончательно решён вопрос о мирном договоре. Однако, правительство под руководством рейхсканцлера Германа Мюллера была вынуждена уступить требованиям Капповских путчистов и назначить немедленные выборы. По итогу, выборы фактически проходили в период с 20 февраля 1921 (Восточная Пруссия и Шлезвиг-Гольштейн) по 19 ноября 1922 года (Оппельн).
Наибольшее влияние на выборы оказало сразу несколько событий: Капповский путч, Рурское восстание, Версальский мирный договор, Налоговая реформа. В купе, все эти события, что произошли за короткий срок, сильно ударили по позициям правящей коалиции, и в особенности по Немецкой Демократической Партии, у которой число голосов снизилось ровно в два раза по сравнению с выборами прошлого года. Электорат был значительно радикализован, а левые получали широкую поддержку за критику действующей системы (и республики как таковой), что позволило набрать популярность уже не только левым силам, но и вообще реакционным — НННП и ННП. Если рабочие шли к левым НСДПГ и КПГ, то интеллигенция и буржуазия ставила на правые партии и авторитарные силы. Основой правых сил стала позиция о посягательстве на национальную честь и имущественное благополучие страны.

## Результат выборов
По итогу выборов Веймарская коалиция потеряла своё большинство, а значительную победу получили силы, не поддержавшие классовый компромисс и центризм 1919 года. Наибольше электоральные потери получили СДПГ и НДП. Социал-демократы потеряли более 15% голосов, и хотя они всё ещё представляли самую крупную партию, но учитывая потери союзных партий, как например НДП (с 18.5% до 8.3%), консервативные силы, как например НННП несли серьёзную угрозу для республики и демократии в принципе. 
Левые и правые же силы наоборот смогли сильно укрепить свои позиции и получили значимый прирост: ННП получила 13.9% голосов, вместо 4.4% год назад, а НННП получила 15.1% голосов, что на два пункта выше предыдущих результатов. Не менее крупную победу праздновал и НСДПГ, получивший 17.6% голосов вместo 7.6%, став второй по размеру партией в стране. Ещё больше тревоги вызывала победа КПГ, которая получила 2.1% голосов. В целом, антиреспубликанские партии получили 49% голосов и мест в парламенте.
| Состав I-го созыва Рейхстага Веймарской Республики | Состав I-го созыва Рейхстага Веймарской Республики | Состав I-го созыва Рейхстага Веймарской Республики | Состав I-го созыва Рейхстага Веймарской Республики | Состав I-го созыва Рейхстага Веймарской Республики |
| Партия                                             | Голосов                                            | %                                                  | Мест                                               | Изменение                                          |
| -------------------------------------------------- | -------------------------------------------------- | -------------------------------------------------- | -------------------------------------------------- | -------------------------------------------------- |
| Социал-демократическая партия Германии             | 6 179 991                                          | 21,9%                                              | 103                                                | ▼-60, -16%                                         |
| Независимая социал-демократическая партия Германии | 4 971 220                                          | 17,6%                                              | 83                                                 | ▲+61, +10%                                         |
| Немецкая национальная народная партия              | 4 279 100                                          | 15,1%                                              | 71                                                 | ▲+27, +5%                                          |
| Немецкая народная партия                           | 3 919 446                                          | 13,9%                                              | 65                                                 | ▲+46, +9%                                          |
| Католическая партия центра                         | 3 845 001                                          | 13,6%                                              | 64                                                 | ▼-27, -6%                                          |
| Немецкая демократическая партия                    | 2 333 741                                          | 8,3%                                               | 39                                                 | ▼-36, -10%                                         |
| Баварская народная партия                          | 1 238 604                                          | 4,4%                                               | 21                                                 | ▬ новая партия                                     |
| Коммунистическая партия Германии                   | 589 454                                            | 2,1%                                               | 4                                                  | ▬ новая партия                                     |
| Немецко-Ганноверская партия                        | 319 108                                            | 1,1%                                               | 5                                                  | ▲+4, +1%                                           |
| Баварский крестьянский союз                        | 218 596                                            | 0,8%                                               | 4                                                  | ▬ без изменений                                    |
| Прочие партии                                      | 332 071                                            | 1,2%                                               | 0                                                  | ▬ без изменений                                    |
| Общий результат                                    | 28 196 332                                         | 99,5%                                              | 459                                                | ▲38 новых мест                                     |

## Формирование правительства
После окончания выборов, первый созыв Рейхстага начал работу 24 июня 1920 года. Из-за распределения мест, даже левый альянс из СДПГ, НСДПГ, КПГ и НДП с 229 места требовал как минимум ещё одного голоса для парламентского большинства, однако даже с этим нюансом, СДПГ и КПГ отказались сотрудничать. Из-за отсутствия какого-либо большинства, начались долгие и затяжные переговоры о формировании нового правительства. После долгих споров и дебатов, было сформировано правительство буржуазного меньшинства, состоящий из НДП, ННП и Центра. В рамках коалиции, ННП пообещала работать в рамках веймарской конституции. Новое правительство принципиально отличалась тем, что СДПГ в принципе отказалась участвовать в правительстве из-за нежелания брать на себя ответственность за непопулярные меры консервативного правительства. Ещё одним фактором стала ННП, которая имела яркие антиреспубликанские и антисоциалистические взгляды, представляя интересы крупных промышленников. Рейхспрезидент Фридрих Эберт назначил Константина Ференбаха из партии Центра рейхсканцлером, однако правительство стало зависеть напрямую от терпения СДПГ.